# Frédéric Gabriel (homme politique)
Pour les articles homonymes, voir Frédéric Gabriel et Gabriel.
Frédéric Gabriel, dit Gabriel-Sabatier, né le 6 décembre 1909 à Caen et décédé le 20 juin 1984 à Paris, est un homme politique français.

## Biographie
Juriste de formation, il occupe plusieurs postes dans l'administration centrale. Le 26 décembre 1964 il est nommé préfet des Hautes-Pyrénées. Fin 1967, il devient directeur de l'établissement national des invalides de la marine.
Le 4 mars 1973, il est élu député de Saint-Pierre-et-Miquelon face au candidat des Républicains indépendants Georges Poulet, avec 56,1 % des suffrages. À l'Assemblée, il rejoint le groupe Union Centriste.

## Récompenses et distinctions

### Décorations
- Officier de la Légion d'honneur.
- Commandeur de l'ordre national du mérite
- Croix de guerre 1939-1945.
- Croix du combattant volontaire de la Résistance.